# Сенявины
Сеня́вины или Синя́вины — древний русский дворянский род, с богатейшими традициями военно-морской службы.
Внесён в VI, II и III части родословных книг Воронежской, Тамбовской и Тульской губерний.

## Происхождение и история рода
Происходит, по семейному преданию, от Алехны Сенявы, герба Шренява, якобы выехавшего в Россию из Великого княжества Литовского в начале XVI века. Его единственный сын Иван писался уже Сенявиным. Иван Алехнович получил вотчину в Смоленском наместничестве (1514), принадлежавшая его предкам — села Хохуленкова и Березцова, да ему же пожалованы (19 января 1525) в Боровском уезде деревни: Юрово, Фатово, Антоново и Борисово-Мохово.

## Известные представители
- Сенявин Матвей Фёдорович — московский дворянин, ранен под Кромами и Смоленском, дважды был в плену в Литве, участник осады Москвы (1618), за что получил от царя Михаила Фёдоровича боровскую вотчину.
- Сенявин Иван Давыдович — воевода в Волоке-Ламском (1649)[3].
- Сенявин Лев Григорьевич — убит под Смоленском (1656).
- Сенявин Елисей Иванович — московский дворянин, воевода в Орле (1664-1674)[3].
- Сенявин Дементий Иванович — убит в походе против Степана Разина (1671).
- Сенявин Фрол Матвеевич — стряпчий, московский дворянин, пожалован вотчиной при царе Алексее Михайловиче.
- Сенявин Григорий Фролович — воевода в Туринске (1686), Тобольске (1686-1689)[3].
- Синявин Аким Иванович — московский дворянин, получил своё поместье в Боровском уезде в вотчину (1688).
- Сенявин Алексей Сидорович — стольник, воевода в Кузнецке (1693)[3].
- Сенявин Иван (без отчества) — воевода в Серпейске (1698)[3].
- Синявины: Пармен Львович и Сидор Григорьевич - московские дворяне (1636-1692).
- Синявины: Анисим Иванович и Яков Елисеевич - стряпчие (1692)[4].
- Синявины: Григорий и Пётр Фроловичи - стольники (1686-1696).

При Петре Великом заметны были пять братьев Синявиных, сыновья Акима Ивановича, воеводы Болхова:
- Ларион Акимович Сенявин (Синявин) (ок.1663—ок.1730), стольник, воевода в Нарыме, Кузнецке, Иркутске, Соликамске, Бахмутовской провинции.
- Ульян Акимович(Синявин) († 1740) служил в петровское время обер-комиссаром и директором над строениями в Санкт-Петербурге, генерал-майор.
- Фёдор Акимович (Синявин) (1670—1730), комиссар Канцелярии от строений в Санкт-Петербурге, бригадир. 
  - Сенявин, Дмитрий Николаевич (1763—1831) —  адмирал, командующий Балтийским флотом.
- Иван Меньшой (Синявин) († 1726) — главный командир каспийской флотилии.
  - Его сын Николай Иванович Синявин (1725—1796) — вице-адмирал, главный командир Кронштадтского порта (1773-1775).
- Наум Акимович (Синявин)(† 1738) — первый на русском флоте вице-адмирал, начальник Днепровской флотилии.
  - Синявин (Сенявин) Алексей Наумович (1722—1797) — полный адмирал, командующий Донской и Азовской военными флотилиями.
    - Воронцова, Екатерина Алексеевна (урожд. Синявина 1764—1784) - жена графа С. Р. Воронцова, мать светлейшего князя М. С. Воронцова.
    - Нарышкина, Мария Алексеевна (урожд. Синявина 1762—1822) - жена директора императорских театров А. Л. Нарышкина.
    - Сенявин, Григорий Алексеевич (1767—1831), сын Алексея Наумовича, контр-адмирал.
      - Сенявин, Иван Григорьевич (1801—1851) — сын предыдущего, был товарищем (заместителем) министра внутренних дел, руководил Московской губернией.
      - Сенявин, Лев Григорьевич (1805—1862) — брат предыдущего, товарищ министра иностранных дел, сенатор, член Госсовета.
      - Нарышкина Наталья Александровна (1729-1760) - фрейлина (с 1749), кузина императрицы, жена камер-юнкера Сергея Наумовича Сенявина (с 1752).
      - Княжна Мещерская Елизавета Семёновна (1752-1843) - фрейлина (с 1768), вышла за муж за капитана лейб-гвардии Измайловского полка Сенявина (1775).

Усадьба Сенявиных находилась в селе Конь-Колодезь нынешней Липецкой области.

## Память
- Памятник адмиралу Д.Н. Сенявину в Севастополе.
- Памятник адмиралу Д.Н. Сенявину в Боровске (2014 г.)
- Крейсер Адмирал Сенявин
- Броненосец Адмирал Сенявин
- Шлюп Сенявин
- Броненосцы береговой обороны типа Адмирал Сенявин
- В Севастополе, Нижнем Новгороде, Находке, Волгограде, Астрахани, Мариуполе есть улица Сенявина, в Херсоне есть проспект адмирала Сенявина.
- В Липецке в честь Наума и Ивана Сенявиных названа (1996) улица Братьев Сенявиных.

## Описание гербов

#### Герб. Часть II. № 67.
Посередине щита, имеющего голубое поле, изображена река, над которой видна шестиугольная серебряная звезда, а в нижней части золотая луна, обращённая рогами вверх.
Щит увенчан обыкновенным дворянским шлемом с дворянскою на нём короной, на поверхности которой означены золотая луна с серебряной звездой. Намёт на щите голубой, подложенный золотом. Герб внесён в Общий гербовник дворянских родов Российской империи, часть 2, 1-е отд., стр. 67-68.

#### Герб А.В. Сенявиной
Герб (Высочайше не утвержден) Александры Васильевны Сенявиной (1801-1862), супруги сенатора И.Г. Сенявина (1801-1851), урожденной баронессы Гоггер, относится к редким семейным гербам бытовавших в России: на постаменте два наклонно стоящих щита с гербами Сенявиных (описание вверху) и Гоггер (см. по ссылке). Оба щита под одним дворянским шлемом, увенчанным дворянской короной и клейнодом на шее шлема.   Нашлемник: три страусовых пера, на среднем серебряные звезда и под ней полумесяц рогами вверх (герб Сенявиных), на крайних по серебряной звезде. Цветовая гамма намёта не определена. По бокам щита гирлянды цветов.